# Jan Dagnan
Jan Dagnan (ur. 1858 w Tarnowie, zm. w październiku 1930 w Piwnicznej), polski duchowny rzymskokatolicki, działacz społeczny, dziekan dekanatu starosądeckiego, wieloletni proboszcz w Piwnicznej.
Przez 37 lat był proboszczem w Piwnicznej oraz inicjatorem wielu akcji społecznych. Przez 20 lat prowadził Kółko Rolnicze i Kasę Stefczyka oraz przewodniczył Radzie Szkolnej. Z jego nazwiskiem wiąże się budowa piętrowego budynku szkolnego w Piwnicznej oraz Domu Ludowego Kółka Rolniczego. Proboszcza Dagnana, który przez wiele lat pełnił mandat radnego miejskiego. Tytuł honorowego obywatela Piwnicznej otrzymał 17 marca 1918.